# Filippo Manfredi
Giovanni Filippo Tommaso Manfredi (Lucca, Toscana, 1731 - 1777) fou un violinista i compositor italià.
Fou deixeble de Tartini i viatjà amb el seu compatriota el cèlebre Luigi Boccherini, per la Llombardiai el mig-dia de França. El 1771 ambdós passaren a París i allà Manfredi executà obres de Boccherini que tingueren un èxit extraordinari; es traslladaren a Espanya i foren molt ben acollits per Carles III, el qual nomena Manfredi com al seu primer violinista. El 1773 retornà a Lucca.
Deixà diverses composicions, entre elles, sis solos per a violí (París, 1772), sis sonates, obres pòstumes (Leipzig, 1832), i diversos concerts i trios, els manuscrits dels quals quedaren a Espanya.